# Bourse de Dar es Salaam
Pour les articles homonymes, voir DSE.
La Bourse de Dar es Salaam (en angalis: Dar es Salaam Stock Exchange, DSE) est située sur Ohio Street, à l'ouest de Kivukoni, au sud-est de Dar es Salaam, capitale économique et plus grande ville de Tanzanie. Elle a été constituée en septembre 1996 et ses opérations ont débuté en avril 1998. Elle est membre de l'Association des Bourses Africaines et de la Fédération Mondiale des Bourses. La bourse est ouverte cinq jours par semaine, du lundi au vendredi. Les jours de négociation sont hebdomadaires, du lundi au vendredi, de 10h00 à 14h00.
Les activités de la bourse sont supervisées par l'Autorité des Marchés des Capitaux et des Valeurs Mobilières (CMSA). La DSE opère en étroite collaboration avec la Bourse de Nairobi au Kenya et la Bourse d'Ouganda en Ouganda. Un projet de fusion des trois bourses pour former une seule bourse d'Afrique de l'Est est en cours.

## Histoire

### Constitution
La Bourse de Dar es Salaam a été créée par l'autorité des marchés financiers et des valeurs mobilières en vertu de la loi sur les marchés financiers et les valeurs mobilières (CMS) de 1994 à Dar es Salaam, en Tanzanie. La Bourse a été constituée le 19 septembre 1996. La société a été constituée en société privée à responsabilité limitée par garantie et sans capital social conformément à la loi sur les sociétés. La DSE est donc un organisme à but non lucratif.
La Bourse est devenue opérationnelle le 15 avril 1998. TOL Gas Limited a été la première société cotée, suivie de Tanzania Breweries Limited (TBL) la même année. Ce retard était dû aux préparatifs opérationnels nécessaires et inévitables, tels que la formation des courtiers et l'élaboration des règles d'émission et de négociation.

### Démutualisation
Le 29 juin 2015, la Bourse de Dar es Salaam a été réenregistrée pour devenir une société anonyme. La société a changé son nom de Dar Es Salaam Stock Exchange Limited à Dar Es Salaam Stock Exchange Public Limited Company. La société a commencé à vendre des actions le 16 mai 2016 et est la troisième bourse en Afrique après Johannesburg Stock Exchange (2006) et Nairobi Securities Exchange (2014) à s'auto-coter. La société a proposé 30 % des actions de la société en bourse, représentées par 15 000 000 d'actions ordinaires.

## Services
DSE Mobile Trading a été lancé le 20 août 2015 pour permettre aux personnes vivant à l'intérieur du pays, là où les courtiers ne sont pas présents, d'accéder à la plateforme. Baptisée « soko la hisa kiganjani », elle a été conçue par Maxcom Africa et est compatible avec tous les opérateurs de téléphonie mobile tanzaniens. Ce programme vise à permettre à davantage de Tanzaniens de participer à la bourse, car seuls 400 000 personnes y participent actuellement dans un pays de 50 millions d'habitants. Fin 2015, plus de 1 000 investisseurs utilisaient la plateforme. La plateforme continue de gagner en popularité et, à la fin du premier trimestre 2016, le nombre total d'utilisateurs de la plateforme de trading mobile a atteint 3 000.

## Actionnariat
En décembre 2023, les actions de la société étaient détenues par des personnes morales et physiques. Les principaux actionnaires sont listés dans le tableau ci-dessous.
| Rang | Nom du propriétaire                         | Pourcentage de participation |
| ---- | ------------------------------------------- | ---------------------------- |
| 1    | Gouvernement de Tanzanie                    | 15 %                         |
| 2    | The Miri Strategic Emerging Markets Fund LP | 13 %                         |
| 3    | Zanzibar Social Security Fund               | 9 %                          |
| 4    | National Investments Company Limited        | 5 %                          |
| 5    | Grand public                                | 50 %                         |
| 6    | TOTAL                                       | 100 %                        |